# Encephalartos dyerianus
Encephalartos dyerianus — вид голонасінних рослин класу саговникоподібні (Cycadopsida).
Етимологія: вшанування південноафриканського ботаніка 20-го століття Аллена Даєра (англ. R. Allen Dyer), досліджувача і монографа південноафриканських саговникоподібних.

## Опис
Рослини деревовиді; стовбур 4 м заввишки, 60 см діаметром. Листки 140—170 см в довжину, сині або срібні, тьмяні; хребет синій, прямий, жорсткий; черешок прямий, з 1–6 шипами. Листові фрагменти ланцетні; середні — 17–24 см завдовжки, 13–18 мм завширшки. Пилкові шишки 5–8, вузько яйцеподібні, від блакитно-зеленого до жовтого кольору, 30–50 см завдовжки, 9–12 см діаметром. Насіннєві шишки 1–5, яйцеподібні, синьо-зеленого до жовтого, довго 30–60 см, 10–20 см діаметром. Насіння довгасте, 40–45 мм, шириною 25–30 мм, саркотеста від жовтого до оранжево-коричневого кольору.

## Поширення, екологія
Країни поширення: ПАР (провінція Лімпопо). Росте на висоті 700 м. Рослини ростуть у відкритих чагарниках і луках на схилах одного невисокого пагорба граніту. 

## Загрози та охорона
Репродуктивного недостатність може статися, якщо більш зрілі особини видаляються з популяції. Невисокий пагорб граніту підпадає під англ. Lillie Flora Reserve. Цей резерв, в свою чергу знаходиться в межах кордонів приватного англ. Selati Game Reserve.